# 雲林縣新城
雲林縣新城是清朝福建臺灣省臺灣府雲林縣縣治所在，位於今雲林縣斗六市。舊縣城因為位置過於偏東，且容易因為清水溪與濁水溪的氾濫中斷往西的交通，所以最後縣治便從林圯埔雲林坪遷到斗六門。今該城城垣已無痕跡，但斗六市太平路的街道規劃仍可看出當時古城大街的格局，而斗六市也以古城門做為市徽。

## 沿革
在清廷准奏將縣治移到斗六門後，雲林縣第五任知縣李烇於光緒十九年（1893年）八月便將辦公處移到斗六門並積極籌備築城事宜，而該年十月第六任知縣程森在上任後便捐建了縣署和成立「雲林城工局」，但因經費不足，最初只種刺竹為城，後來勉強建了土城牆，其周長1160丈，高5尺寬8尺，建有四方城門，外面有刺竹與深7尺寬8尺的城壕。而因為城池的興建，此地開始形成以斗六為中心的產業及交通網路，奠定斗六今日的基礎。
1895年的乙未戰爭中，日軍攻下彰化縣城後，在該年9月渡過濁水溪開始進攻雲林縣，由於在斗南遭到伏擊而暫退回彰化整補三週，在9月29日集結了一萬多人從縣城北門一路經虎尾溪攻打斗六西側，完成不到一年的該城此時發揮了一定的防禦作用，但在從10月5日起的三天交戰後，縣城終告失守。
後來該縣城在經過戰火之後，又歷經臺灣日治時期明治三十七年（1904年）的斗六地震以及颱風等災害，城垣已無殘跡留存，不過當時規劃的街道如太平老街仍保留了下來。